# Typhonodorum lindleyanum
Typhonodorum es un género monotípico de plantas con flores perteneciente a la familia Araceae. Su única especie, Typhonodorum lindleyanum Schott, es originaria de Tanzania (islas de Pemba y Unguja del archipiélago de Zanzíbar), y del oeste del océano Índico.

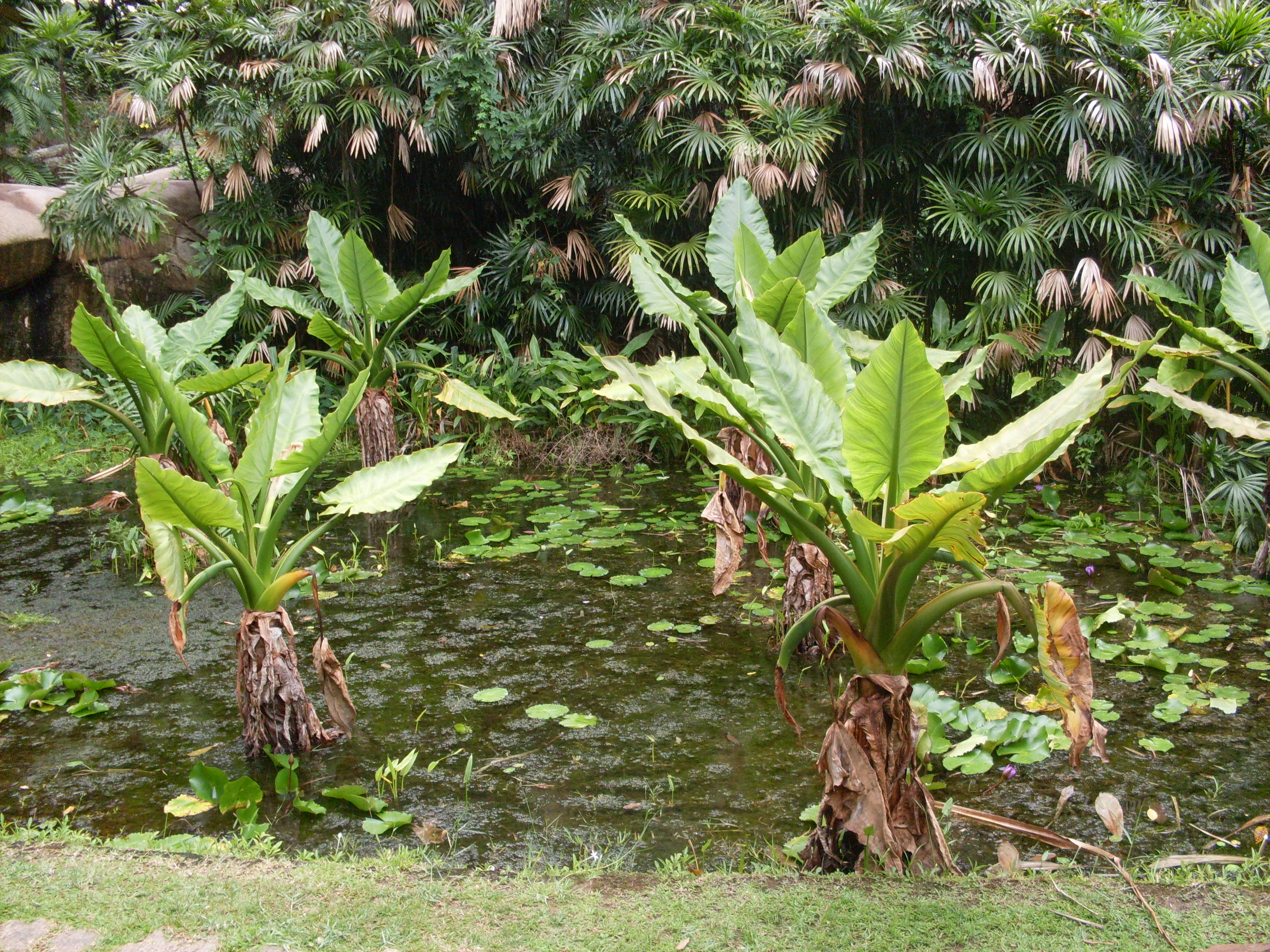
Vista de la planta

## Descripción
Es una planta herbácea acuática emergente, que se encuentra en lugares húmedos, subhúmedos, manglares, humedales de agua dulce, a una altitud de 0-499 m, 500-999 m, distribuidas por Comores, Mascareñas, África.

## Taxonomía
Typhonodorum lindleyanum fue descrita por Heinrich Wilhelm Schott y publicado en Oesterreichisches Botanisches Wochenblatt 7: 69–70. 1857.
Sinonimia
- Typhonodorum madagascariense Engl., Bot. Jahrb. Syst. 1: 188 (1881).
- Arodendron engleri Werth, Veg. Sansibar: 54 (1901).[4]